# Кашубська Вікіпедія
Кашубська Вікіпедія (каш. Kaszëbskô Wikipedijo) — розділ Вікіпедії кашубською мовою, яка належить до лехітської групи західнослов'янських мов. Кашубська Вікіпедія станом на 27 березня 2025 року містить 5476 статей, 18 066 зареєстрованих користувачів, 21 активного дописувача, 3 адміністраторів
.
Загальна кількість сторінок в кашубській Вікіпедії — 8843, редагувань — 189 442, мультимедійні файли відсутні
. Глибина (рівень розвитку мовного розділу) кашубської Вікіпедії дуже мала і становить лише 8.1 пунктів
.
За кількістю статей перебуває на 214-му місці серед усіх мовних розділів та на 18-му серед слов'яномовних розділів Вікіпедії (між русинською та нижньолужицькою Вікіпедіями).

## Історія розвитку
Кашубська Вікіпедія була створена 31 березня 2004 року. Наступного дня з'явилася головна сторінка. Перша стаття розділу — Kaszëbë.
Підвалини розвитку Кашубської Вікіпедії заклали п'ятеро користувачів, які згодом стали її адміністраторами: Ùczk, Marqoz, Taw (вони втрьох стали працювати над розділом 1 квітня 2004 року), Kaszeba (першу правку зробив 5 квітня 2004 року) і Tsca (перше редагування здійснив 14 травня 2004).
Кашубська Вікіпедія стала першою енциклопедією, що повністю написана кашубською мовою. Були створені статті як про фольклор і традиції кашубів і Кашубщини, так і про різні галузі знань, такі як фізика, біологія, історія, мовознавство та література. Оскільки кашубська мова є регіональною мовою Польщі, то підтримкою даного мовного проекту займається Вікімедіа Польща (поряд з польським і сілезьким розділами).

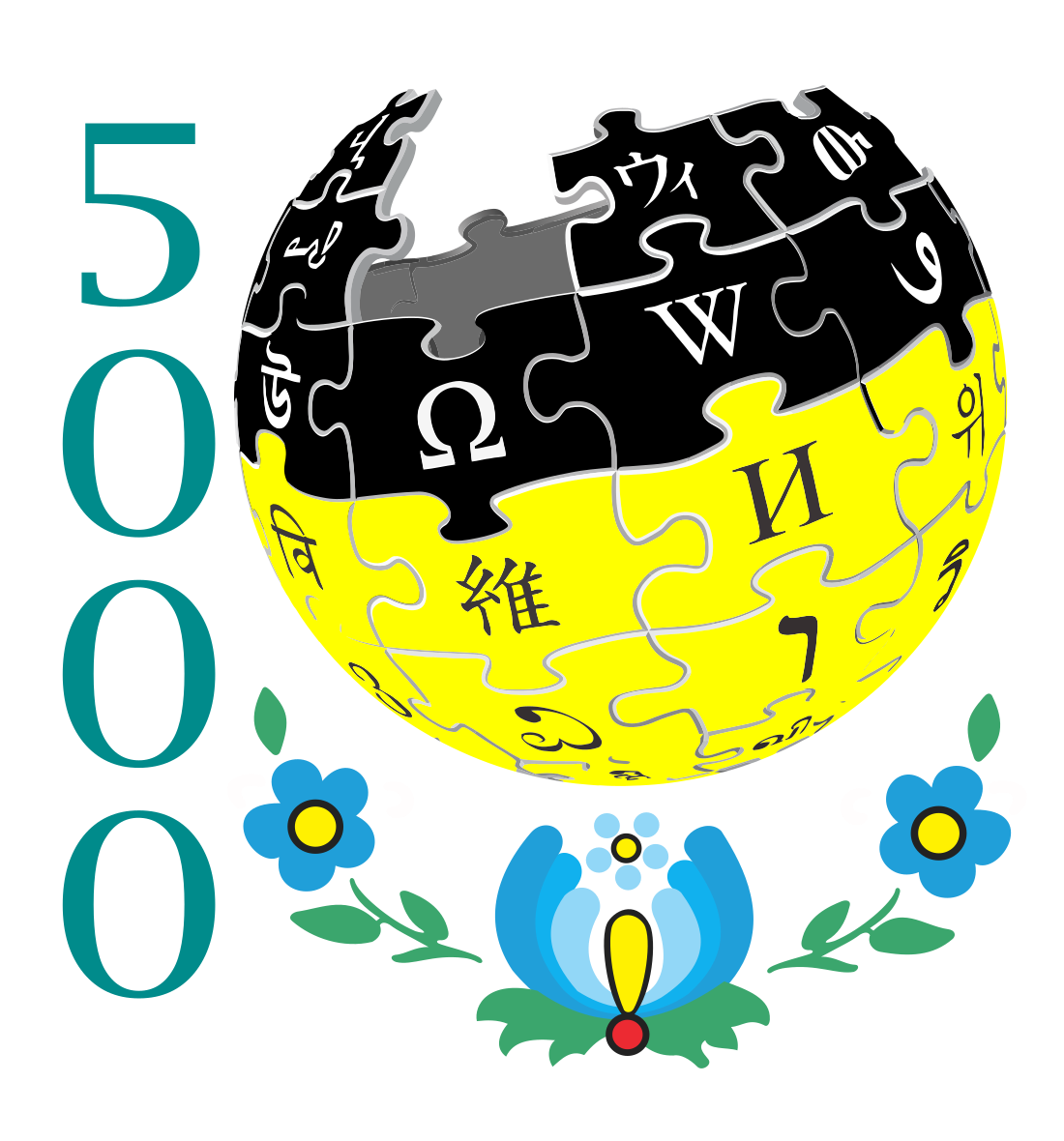
Логотип, присвячений подоланню порога в 5000 статей

Даний розділ Вікіпедії працює на основі перекладеної кашубською мовою MediaWiki. Оскільки кодифікація кашубської мови 2004 дискутувалася, перші активні учасники проєкту вирішили використовувати орфографію, запропоновану професором Єжи Тредером в оновленому виданні «Słownik języka pomorskiego czyli kaszubskiego» (Словника поморської або кашубської мови, 2003) Стефана Рамулта. Втім, не всі редактори даної вікіпедії погодились використовували одні й ті самі норми орфографії.
Поява статей, написаних не за виробленими правилами орфографії та які до того ж вимагали постійних виправлень, стали проблемою для розділу. Масово створені статті-заготовки з неенциклопедичними назвами й змістом, наприклад «Пані Анеля є європейською актрисою», часто залишалися покинутими, а для їх розвитку бракувало рук. Для кількох активних учасників це означало різке зниження привабливості та якості проєкту.
14 травня 2005 написана 500-а стаття, 16 лютого 2007 — 1000-а, а 4 червня 2009 — 2000-на. 24 березня 2012 кількість зареєстрованих користувачів сягнула 5000. У липні 2014 з перших за часом чотирьох адміністраторів відкликані права sysop через відсутність активності. З того часу адміністраторів у розділі лише два.